# Susan Pollock
Susan Marsha Pollock (geb. 22. Dezember 1955) ist eine US-amerikanische Archäologin. Seit 2014 war sie bis zur Emeritierung Professorin am Institut für Vorderasiatische Archäologie der Freien Universität Berlin. Zu ihren Forschungsschwerpunkten zählen unter anderem die Archäologie Irans und Mesopotamiens, Feminismus und Gender in Archäologie und kultureller Anthropologie, Subjektivierungstheorien sowie die politische Dimension in der heutigen Archäologie.

## Leben
Susan Pollock erwarb 1976 ihren BA in Anthropologie und klassischen Zivilisationen an der Cornell University, ihren MA 1978 und ihren PhD 1983 in Anthropologie mit einer Spezialisierung in Vorderasiatischer Archäologie bei der University of Michigan. Sie wurde nach Anstellungen als Assistant (1985) und Associate Professor (1994) 2001 (jetzt beurlaubte) Professorin an der State University of New York at Binghamton. 2009 wurde Pollock Gastprofessorin, 2014 Professorin am Institut für Vorderasiatische Archäologie der Freien Universität Berlin.
Pollock hat lange zur Entwicklung von Staat und städtischen Gesellschaften und ihren Wurzeln in neolithischen Dörfern in Südwestasien gearbeitet. Ein Schwerpunkt ihrer Arbeit liegt auf der Erforschung von Haushalten und politischer Ökonomie, feministischer Forschung in Archäologie und der politischen Ökonomie archäologischer Praxis.
Mitte Juni 2024 forderte Pollock mit mehreren tausend weiteren Professoren und Dozenten den Rücktritt der Bildungs- und Forschungsministerin Bettina Stark-Watzinger aufgrund ihrer Erwägungen zur Kürzung von Forschungsmitteln für Hochschulangehörige, die sich wie Pollock gegen die Räumung eines propalästinensischen Protestcamps ausgesprochen hatten.

### Archäologische Feldforschung
Susan Pollock hat neben der Mitarbeit an anderen Projekten 1985–1988 und 1990 am Uruk Mound, Abu Salabikh, Irak, gearbeitet. 1996–1998 erforschte sie den
Kazane Höyük in der Südost-Türkei. 2003 folgten Ausgrabungen in Toll-e Bashi, Fars, Iran, 2005 Ausgrabungen in Rahmatabad, Fars, Iran. Zwei Kampagnen, 1998–2001 und 2008, führten sie zum Fistikli Höyük in der Südost-Türkei. Seit 2010 führt sie eine Grabung im Monjukli Depe, Süd-Turkmenistan durch. Einige dieser und der 2012–2014 durchgeführten Ausgrabungen von NS-Zwangsarbeitslagern der Lufthansa und der Weser Flugzeugbau GmbH sowie des „KZ Columbia“ auf dem Tempelhofer Feld (Berlin) wurden zusammen mit Reinhard Bernbeck durchgeführt, ebenso die 2015 erfolgten Ausgrabungen im „Halbmondlager“ aus dem Ersten Weltkrieg in Wünsdorf (Brandenburg). 2015–2016 wurden an der Hauptbibliothek und im Garten des CeDiS-Gebäudes der Freien Universität Berlin, ehemals Gelände des Kaiser Wilhelm-Institut für Anthropologie, menschliche Erblehre und Eugenik Überreste menschlicher Körper gefunden, die sie ebenfalls ausgegraben und dokumentiert hat.

## Monographien
- Ancient Mesopotamia: The Eden that Never Was Cambridge: Cambridge University Press. (1999)
- Mit Reinhard Bernbeck (Hrsg.), Archaeologies of the Middle East: Critical Perspectives Oxford: Blackwell. (2005)
- Mit Maria Theresia Starzmann und Reinhard Bernbeck (Hrsg.), Imperial Inspections: Archaeology, War, and Violence, Archaeologies 4(3). (2008)
- Mit Reinhard Bernbeck und Kamyar Abdi (Hrsg.) The 2003 Excavations at Tol-e Baši, Iran: Social Life in a Neolithic Village, Archäologie in Iran und Turan 10 Mainz: Philipp von Zabern. (2010)
- Between Feasts and Daily Meals. Toward an Archaeology of Commensal Spaces. Berlin Studies of the Ancient World (2015 [2012])